# 二宮衣沙貴
二宮 衣沙貴（にのみや いさき、1998年10月2日 - ）は、愛知県名古屋市守山区出身の日本のプロ野球選手（投手）。

## 経歴
名古屋市立苗代小学校1年生のときに野球を始めた。名古屋市立守山東中学校3年生のときには名古屋選抜として全国大会に出場経験がある。享栄高等学校では2年生のときからベンチ入りした。名城大学の野球部（愛知大学野球連盟）では、1年春から登板。2年秋には腰痛を発症するも、3年春からエースを務めた。3年秋のリーグ戦の試合中で肩を故障し離脱。4年春のリーグ戦中止を経て、秋に復帰した。復帰後もエースとしての投球を見せ、ドラフト候補にも挙がっていたが、指名はなかった。
2021年4月に琉球ブルーオーシャンズに入団。琉球では3試合に登板し、1勝1敗、防御率2.25の成績だった。同年シーズン途中、琉球が選手らの新型コロナウイルス感染症罹患により活動を中断した際、8月31日から松尾大河などとともに、ベースボール・チャレンジ・リーグ（ルートインBCリーグ）の茨城アストロプラネッツに派遣された。同年シーズン終了後、派遣終了及び琉球を退団（自由契約）。
改めてルートインBCリーグのトライアウトを受験し、11月9日のリーグドラフト会議で、前シーズン派遣された茨城に特別合格選手として指名された。2022年1月30日に、背番号は17と発表された。
2022年シーズンは7月と8月は登板した8試合ですべてチームが勝利した。チーム初の地区優勝のかかった8月29日の対埼玉武蔵ヒートベアーズ戦に先発、7回まで1失点の好投でチームの勝利に貢献した。最終的に10勝を挙げて、地区最多勝利投手として表彰された。
2023年4月8日、埼玉との開幕戦（TOKIWAスタジアム龍ケ崎）で開幕投手を任されるも、ボールが先行してしまい、1回途中8失点で降板した。この年は熱投が実らない試合もあり、6勝にとどまった。
12月7日、茨城からの退団と2024年からウエスタン・リーグに参加するくふうハヤテベンチャーズ静岡（当時チーム名未定）への入団が発表された。背番号は茨城時代と同じ17。
2024年の開幕から先発ローテーションの一角として登板を続け、何度か勝ち投手の権利を持って降板しながらチームが勝利できない状態が続いた。4月4日の対福岡ソフトバンクホークス戦（タマホーム スタジアム筑後）では3回11失点の大炎上で初めて敗戦投手となった。14日の対広島東洋カープ戦（ちゅ〜るスタジアム清水）では8回100球を投げ、被安打9、奪三振6、1失点の好投を見せ、リーグ公式戦での初勝利を挙げ、チーム初めてのカード3連戦勝ち越しに貢献した。続く21日の対阪神タイガース戦（ちゅ〜るスタジアム清水）では9回118球を投げ、被安打3、奪三振5、1失点の完投勝利を挙げ、チーム初めての3連勝及びリーグ最下位脱出に貢献した。最終的にチームは大差の最下位に沈んだものの、二宮は奥田域太と並びチームトップの5勝（5敗）を挙げてシーズンを終えた。規定投球回に達し、リーグ5位の防御率3.18、リーグ2位の83奪三振を記録している。10月31日、契約満了による退団が発表された。二宮は自身のX（旧Twitter）アカウントで「静岡でもう1年NPBを目指して頑張りたい気持ちはあったのですが来季は戦力外というかたちになってしまいとても悔しい」と述べるとともに、「NPBを目指す気持ちは変わらない」と記した。
くふうハヤテ退団後は、アレックス・ラミレスが結成した特別編成チーム "ジャパンブリーズ" に加わり、2024年12月のベネズエラ遠征に参加した。同国冬季リーグ "リーガ・ベネソラーナ・デ・ベイスボル・プロフェシオナル"（LVBP）選抜とのオールスターゲームで、先発投手・平間凜太郎に次ぐ2番手として4回裏に登板し1イニングを無失点とした。この試合のあと、LVBPのブラボス・デ・マルガリータと契約した。LVBPの2024-25シーズン終了後はジャパンブリーズに戻ってメキシコ遠征に参加し、2025年1〜2月、カリブ海沿岸諸国のウィンターリーグ王者が集う国際大会・第67回カリビアンシリーズに出場した。チームの2戦目、プエルトリコ代表インディオス・デ・マヤグエスとの試合に先発登板し、4.2回2失点で敗戦投手となった。ただ、インディオスの5番打者デビッド・マキノンから「腕の振りが見えにくいので、球速より速く感じた」と投球技術を高く評価され、自身もメジャーリーグベースボール経験者を相手に速球が通用したと手応えを得た。
この大会の時点でメキシコの夏季リーグ（メキシカンリーグ）から入団オファーが来ていたものの、それを保留し台湾プロ野球入りを模索した。2月には台鋼ホークスの入団テストを受験したが、契約には至らず。その後、3月20日に同じ台湾プロ野球の富邦ガーディアンズと育成外国人選手として契約した。しかし、支配下登録を果たせないまま6月29日に自由契約となった。台湾球界にこだわったのは、2026年から韓国プロ野球で導入予定の新制度 "アジアクォーター制" で枠を得る条件を満たす狙いがあったためとされる。

## 詳細情報

### 独立リーグでの年度別投手成績
| 年 度     | 球 団     | 登 板 | 先 発 | 完 投 | 完 封 | 無 四 球 | 勝 利 | 敗 戦 | セ 丨 ブ | ホ 丨 ル ド | 勝 率 | 打 者 | 投 球 回 | 被 安 打 | 被 本 塁 打 | 与 四 球 | 敬 遠 | 与 死 球 | 奪 三 振 | 暴 投 | ボ 丨 ク | 失 点 | 自 責 点 | 防 御 率 | W H I P |
| --------- | --------- | ----- | ----- | ----- | ----- | -------- | ----- | ----- | -------- | ----------- | ----- | ----- | -------- | -------- | ----------- | -------- | ----- | -------- | -------- | ----- | -------- | ----- | -------- | -------- | ------- |
| 2021      | 茨城      | 2     | 2     | 0     | 0     | 0        | 1     | 0     | 0        | 0           | 1.000 | 49    | 11.0     | 12       | 0           | 4        | -     | 0        | 6        | 0     | 0        | 3     | 3        | 2.45     | 1.45    |
| 2022      | 茨城      | 19    | 18    | 0     | 0     | 0        | 10    | 3     | 0        | 0           | .769  | 414   | 97.1     | 95       | 3           | 32       | -     | 2        | 69       | 4     | 1        | 40    | 28       | 2.59     | 1.30    |
| 2023      | 茨城      | 20    | 20    | 1     | 1     | 0        | 6     | 10    | 0        | 0           | .375  | 510   | 112.1    | 124      | 7           | 47       | -     | 7        | 88       | 7     | 1        | 74    | 58       | 4.65     | 1.52    |
| 通算：3年 | 通算：3年 | 41    | 40    | 1     | 1     | 0        | 17    | 13    | 0        | 0           | .567  | 973   | 220.2    | 231      | 10          | 83       | -     | 9        | 163      | 11    | 2        | 117   | 89       | 3.63     | 1.42    |

- 2023年度シーズン終了時
- 各年度の太字はリーグ最高

### 背番号
- 19（2021年）
- 99（2021年）※茨城での背番号
- 17（2022年 - 2024年）
- 37（2025年 - 同年途中）